# داريا برات
داريا برات (بالإنجليزية: Daria Pratt)‏ هي لاعبة غولف أمريكية، ولدت في 21 مارس 1859 في كليفلاند في الولايات المتحدة، وتوفيت في 26 يونيو 1938 في كان في فرنسا.

## وصلات خارجية
- داريا برات على موقع اللجنة الأولمبية الدولية (الإنجليزية)
- داريا برات على موقع أوليمبيديا (الإنجليزية)